# Lagunaseca
Lagunaseca település Spanyolországban, Cuenca tartományban. Lagunaseca Santa María del Val, Beteta, Masegosa és Cuenca községekkel határos. Lakosainak száma 49 fő (2024).

## Népesség
A település népessége az utóbbi években az alábbiak szerint változott:
| Lakosok száma | 120  | 129  | 112  | 95   | 109  | 77   | 80   | 77   | 55   | 49   |
|               | 2001 | 2004 | 2006 | 2009 | 2011 | 2014 | 2016 | 2019 | 2021 | 2024 |